# 만도스
만도스(Mandos)는 J. R. R. 톨킨의 가운데땅을 무대로 한 소설, 「반지의 제왕」 및 「실마릴리온」의 등장 인물. 발라의 한 명. 그의 본래의 이름은 나모(Namo)이다. 「만도스」란 본래 그가 사는 관의 이름이지만 통상은 이렇게 불리고 있다.
발라의 한 명 이르모(로리엔)는 그의 남동생이며, 니엔나는 그의 여동생이다. 바이레가 아내이다.

## 개요
만도스는 운명과 살해당한 사람들의 영혼을 맡아, 망자들이 모이는 곳인 만도스의 전당의 관리자이다. 유일신 일루바타르가 정하는 일을 제외한, 미래에 일어나는 모든 일을 알고 있다.
본명인 나모는「심판자」를 의미하며, 만웨의 생명을 받아 운명을 정하거나 심판을 선고한다. 페아노르가 이끄는 놀도르가 벌인 제 1차 동족살상이 일어난 후에 가운데 땅으로 망명하는 놀도르에게 가혹한 운명을 예고한 존재가 만도스이다. 만도스 자신은 놀도르에게 어떤 유감이나 악의도 없었지만, 페아노르의 맹세에 의해 초래되는 놀도르의 파멸을 그는 간파하고 있었기 때문이다. 이것을 들은 피나르핀은 진군을 그만두고 발리노르로 돌아갔지만, 페아노르는 놀도르를 이끌고 그대로 가운데 땅으로 갔다.
만도스는 항상 엄숙하고 냉정하며 아무것도 잊지 않는 존재로 표현된다. 어떠한 일루바타르의 자손들의 수난도 그의 마음을 움직인 적이 없지만, 딱 한번, 동정에 휩싸인 적이 있다. 바로 일루바타르의 자손, 즉 요정과 인간들의 슬픔에 대해서 노래한 루시엔의 노래를 들었을 때였다. 처음으로 연민을 느낀 만도스는 베렌의 처우에 대해 만웨에게 물음을 했고, 베렌과 루시엔은 만도스의 전당에서 벗어나 다시 가운데땅으로 부활해 돌아올 수 있었다.

## 만도스의 전당
아만의 서쪽에 있는 만도스의 전당은, 요정이 살해당했을 때 영혼이 향하는 장소이며, 북유럽 신화로 치면 발할라와 비슷한 장소이다. 다만 일반적인 신화의 사후세계와는 달라서, 발리노르에 물리적으로 존재하고 있는 곳이다. 시간이 지나면서 전당 그 자체가 커져 간다고 기술되어 있으며, 전당의 벽은 바이레가 짜낸 세계의 사건을 나타낸 직물로 장식된다. 니엔나가 방문해 사망자의 영혼을 위로한다고 한다.
만도스의 전당은 매우 강고해서 요정이나 인간은커녕 발라조차 빠져 나갈 수 없다. 나무의 시대에 투옥된 멜코르조차, 어쩔 수 없이 3세기에 걸쳐서 구금된 채로 있다가 반성한 척을 하고 겨우 나왔다.
요정의 영혼은 이 전당에서 세계의 마지막을 가만히 기다리지만, 인간의 영혼이 사후에 어떻게 되는지는 분명하지 않다. 인간도 만도스의 전당을 방문하지만, 요정과는 다른 장소에서 기다리는 것일 수도 있다. 실제로 베렌은 루시엔과 재회하기 위해서 만도스의 전당에서 기다리고 있었다. 하지만 인간은 시간이 지나면, 이 세상의 경계 내에 머무는 것은 허락되지 않는다. 인간의 영혼의 행선지의 진상을 아는 것은, 만웨를 제외하면 만도스 뿐이다. 덧붙여 난쟁이는 사후, 아울레에 의해서, 난쟁이들의 만도스의 전당에 데리고 가지는 것이라고 믿어진다.